# Myxochlamys mullerensis
Myxochlamys mullerensis là một loài thực vật có hoa trong họ Gừng. Loài này được Atsuko Takano & Hidetoshi Nagamasu mô tả khoa học đầu tiên năm 2007.
Mẫu định danh: H. Okada, H. Nagamasu, H. Tsukaya, A. Takano, & A. Naiki, KT-671; thu thập ngày 21 tháng 12 năm 2004 ở gần Tumbang Naan, tọa độ 0°9′3″N 113°45′4″Đ / 0,15083°N 113,75111°Đ, huyện Murung Raya, phía bắc tỉnh Trung Kalimantan, Indonesia.

## Phân bố, môi trường sống
M. mullerensis có trên đảo Borneo, tại các tỉnh Tây Kalimantan và Trung Kalimantan, Indonesia.

## Mô tả
Cây thảo thân rễ. Thân rễ thanh mảnh, thuôn dài. Các chồi lá mọc gần nhau. Lá không cuống, 3-9, xếp thành 2 dãy. Mặt phẳng lá song song thân rễ. Bẹ lá hở tới đáy, dài ~17,5 cm, rộng ~1 cm; lưỡi bẹ dài 5 mm. Phiến lá hình trứng ngược hẹp, dài tới 50 cm, rộng ~7 cm, đáy hình nêm, đỉnh nhọn, mặt trên thưa lông, lông tuyến đồng nhất. Cụm hoa đầu cành trên chồi lá, dài 4–15 cm, ra hoa từ đáy tới đỉnh; cán hoa dài 2,5–4 cm. Lá bắc sắp xếp xoắn ốc, xếp lợp, dài ~5 cm, rộng ~1,3 cm, lõm, có lông tơ đồng nhất, nhiều tuyến, màu đỏ máu, chứa đầy chất nhầy không màu, trong suốt. Lá bắc con 2 gờ, đối diện lá bắc, dài ~3,5 cm, rộng ~1,3 cm, nhẵn nhụi, hở tới đáy. Hoa đơn độc. Đài hoa hình ống, dài ~2,5 cm, chẻ một bên tới đáy, đỉnh 2-3 răng không đều, nhẵn nhụi. Ống tràng dài ~4,7 cm, mập, với rãnh ở mặt trong ôm lấy vòi nhụy; cánh hoa bên hình trứng, màu trắng với đỉnh đỏ, dài ~2 cm, rộng ~0,8 cm, hơi có nắp; cánh hoa lưng hình trứng, dài ~2,1 cm, rộng ~0,9 cm, hơi có nắp, có mỏ, nhẵn nhụi. Cánh môi dài ~2,8 cm, rộng ~1,5 cm, lõm, màu trắng với mép ánh hồng. Nhị lép bên hình trứng ngược, dài ~5 mm, rộng ~3 mm, màu trắng. Bao phấn màu trắng; chỉ nhị dài ~5 mm, với rãnh nối vào ống tràng và bao quanh vòi nhụy; mô vỏ bao phấn lắc lư; cựa dài ~6 mm. Bầu nhụy dài ~5 mm, nhẵn nhụi, 1 ngăn, noãn đính đáy, vách ngăn thô sơ tồn tại như gờ dọc bên trong bầu nhụy. Tuyến trên bầu dài 4–5 mm, 2 thùy. Vòi nhụy màu trắng. Đầu nhụy màu trắng, hình chén, có lông rung quanh miệng. Không thấy quả.